# آنا ليديا فيغا
آنا ليديا فيغا (بالإنجليزية: Ana Lydia Vega)‏ هي كاتِبة أمريكية، ولدت في 1946 في سانتورس ‏ في الولايات المتحدة.

## وصلات خارجية
- الموقع الرسمي